# John Constable
John Constable (East Bergholt, Suffolk, Inglaterra, 11 de junio de 1776 - 31 de marzo de 1837) fue un pintor inglés especializado en paisajes. El tema preferido de sus obras fue la región de Suffolk, más concretamente el Valle de Dedham, por ello dicha área es conocida como «el país de Constable». Su obra más famosa es El carro de heno.

## Vida
Era el segundo hijo varón de Golding y Ann Constable. Golding era un rico molinero poseedor de dos molinos y un miembro muy relevante en su comunidad. John asistió a algunas clases, aunque básicamente fue autodidacta. La educación de su hermano mayor, que tenía cierta deficiencia mental, se centró en seguir los pasos del padre, por lo que al terminar el colegio comenzó a trabajar en el negocio familiar, del que se haría cargo finalmente el hermano pequeño.

### Formación y comienzos
Comenzó a dibujar desde muy joven en su pueblo bajo la influencia de John Dunthorne, fontanero-vidriero del lugar, cuya amistad cultivó toda su vida. En 1795, John Constable llegó a Londres para trabajar como dibujante topográfico. Allí fue alumno esporádicamente de John Thomas Smith, quien en 1797 publicó Remarks on Rural Scenery. Pero regresó a su pueblo donde llevó la contabilidad de su padre de 1797 a 1799. En 1797, trabó amistad con la familia Fisher, en cuya casa de Salisbury estará en varias ocasiones. El mayor de los Fisher, obispo de Salisbury, con el tiempo le encargará una vista de la Catedral de Salisbury. En 1799, incitado por su primer mecenas, el duque de Dysart, convence a su padre para que le permita estudiar en la Royal Academy de Londres.

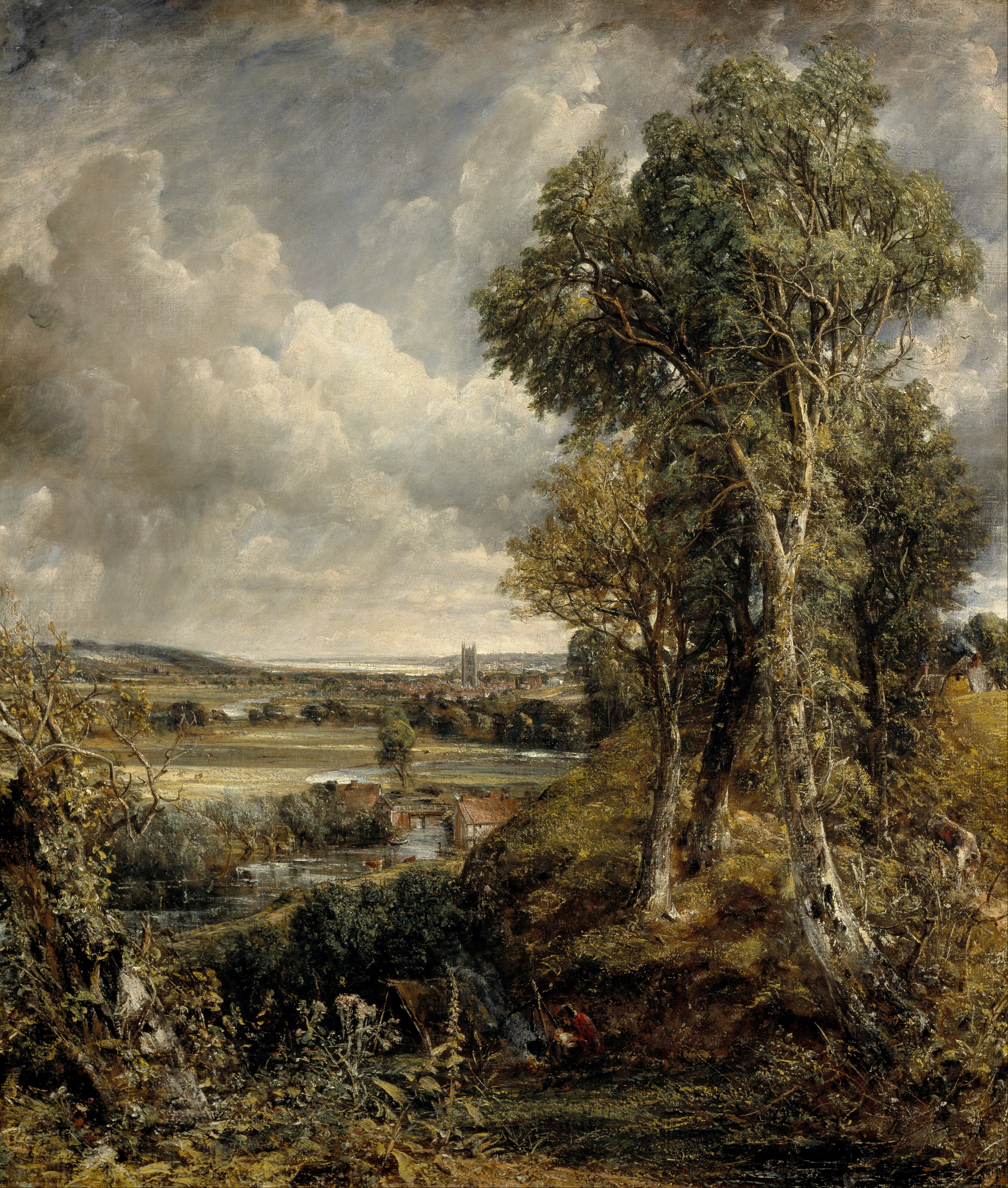
John Constable - The Vale of Dedham - 1802 - Google Art Project

Entre los autores que más le inspiraron durante este primer periodo, están Thomas Gainsborough, Joshua Reynolds, Claudio de Lorena, Peter Paul Rubens, Annibale Carracci y Jacob Ruysdael. En 1802, expone por primera vez en la Royal Academy. A partir de entonces expondría con regularidad, progresando con cierta lentitud. 
En el mismo año de su primera exposición en la Royal Academy, rechaza ser profesor de dibujo en la universidad militar de Marlow, (ahora Sandhurst), ya que había decidido hacerse pintor paisajista profesional. En estos primeros años, se dedica especialmente a trabajar con acuarela, tiza y lápiz, interesándose especialmente por el dibujo, plasmando senderos, cabañas y puentes de las cercanías de su entorno. Paulatinamente, su visión pintoresca de la naturaleza va abriendo paso a una pintura más naturalista que se aleja de los estereotipos. Para entonces, ya tenía la práctica de pintar al aire libre. Aunque su padre lo mantenía, para conseguir algo de dinero se dedicaba al retrato, a la copia de los clásicos y a la pintura religiosa.
En 1802, Constable escribió una carta a John Dunthorne en la que expresó su determinación de convertirse en un paisajista profesional:

Durante los últimos dos años he estado corriendo detrás de las imágenes y buscando la verdad de segunda mano ... No me he esforzado por representar la naturaleza con la misma elevación de mente con la que me propuse, sino que he tratado de hacer que mis actuaciones se vean como el trabajo de otros hombres ... Hay espacio suficiente para un pintor natural. El gran vicio de la actualidad es la bravura, un intento de hacer algo más allá de la verdad.

Su estilo temprano se ve reflejado en su obra madura, incluida la frescura de la luz, el color y la textura. Además, revela la influencia compositiva de los viejos maestros que había estudiado, en particular de Claudio de Lorena. Los temas habituales de Constable, que eran escenas de la vida cotidiana y ordinaria, no estaban de moda en la época, ya que se buscaban visiones más románticas de paisajes salvajes y ruinas. Hizo viajes ocasionales más lejos.
En 1803, exhibía pinturas en la Royal Academy. En abril, pasó casi un mes a bordo del barco East Indiaman Coutts, visitando los puertos del sudeste mientras navegaba desde Londres a Deal antes de partir hacia China.
Se le considera como uno de los primeros en pintar paisajes al aire libre; decidió empezar a hacerlo en 1810. Constable adoptó la rutina de pasar el invierno en Londres y pintar en East Bergholt en verano. En 1811, visitó por primera vez a John Fisher y su familia en Salisbury, una ciudad cuya catedral y paisaje circundante inspirarían algunas de sus mejores pinturas.
En 1806, estuvo en el Lake District, donde realizó una serie de acuarelas al estilo de Thomas Girtin. Conoció entonces al poeta Wordsworth. Le dijo a su amigo y biógrafo, Charles Leslie, que la soledad de las montañas oprimía su espíritu, y Leslie escribió:

Su naturaleza era peculiarmente social y no podía sentirse satisfecho con un paisaje, por grandioso en sí mismo, que no abundara en asociaciones humanas. Necesitaba pueblos, iglesias, granjas y casas de campo.

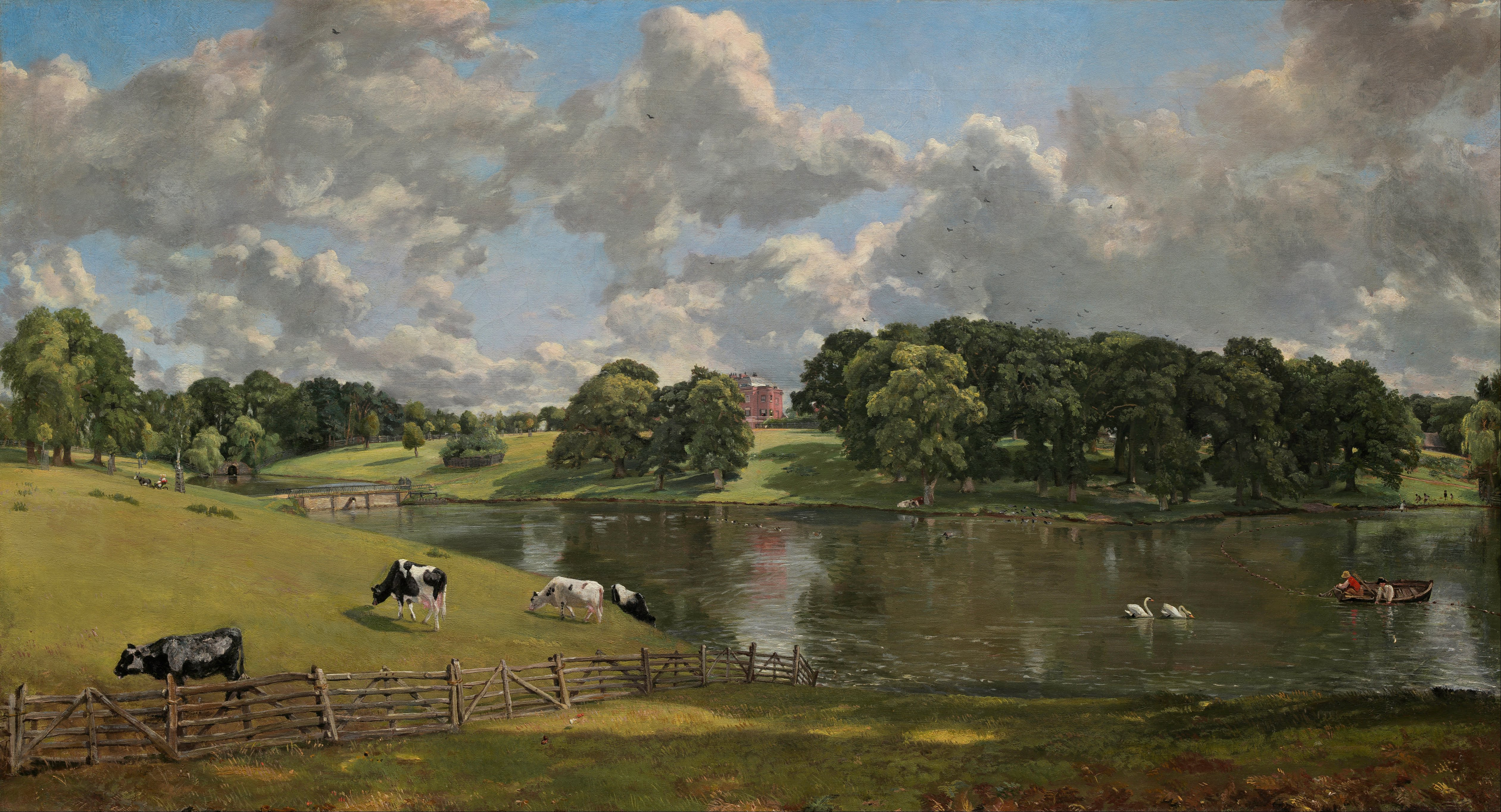
John Constable - Wivenhoe Park, Essex - 1816 - Google Art Project

Para llegar a fin de mes, Constable se dedicó también al retrato, que le pareció aburrido, aunque realizó algunos muy buenos. También pintó cuadros religiosos ocasionales pero, según John Walker, "no se puede exagerar la incapacidad de Constable como pintor religioso".
Otra fuente de ingresos fue la pintura de casas de campo. En 1816, el general de división Francis Slater-Rebow le encargó pintar su casa de campo, Wivenhoe Park, en Essex. El general de división también encargó una pintura más pequeña del pabellón de pesca en los terrenos de Alresford Hall, que ahora se encuentra en la Galería Nacional de Victoria. Constable utilizó el dinero de estas comisiones para su boda con Maria Bicknell.

En 1819 viajó a Venecia y a Roma, ciudades en las que conocería los paisajes clasicistas de Claudio de Lorena y las recreaciones de Nicolas Poussin. [cita requerida] En ese mismo año, fue nombrado miembro asociado de la Royal Academy. A partir de esta época frecuentó Hampstead, donde, en los años 1821 y 1822, hizo una serie de estudios de nubes anotando la hora y la fecha exacta de la realización y, a menudo, incluso el tiempo que hacía.

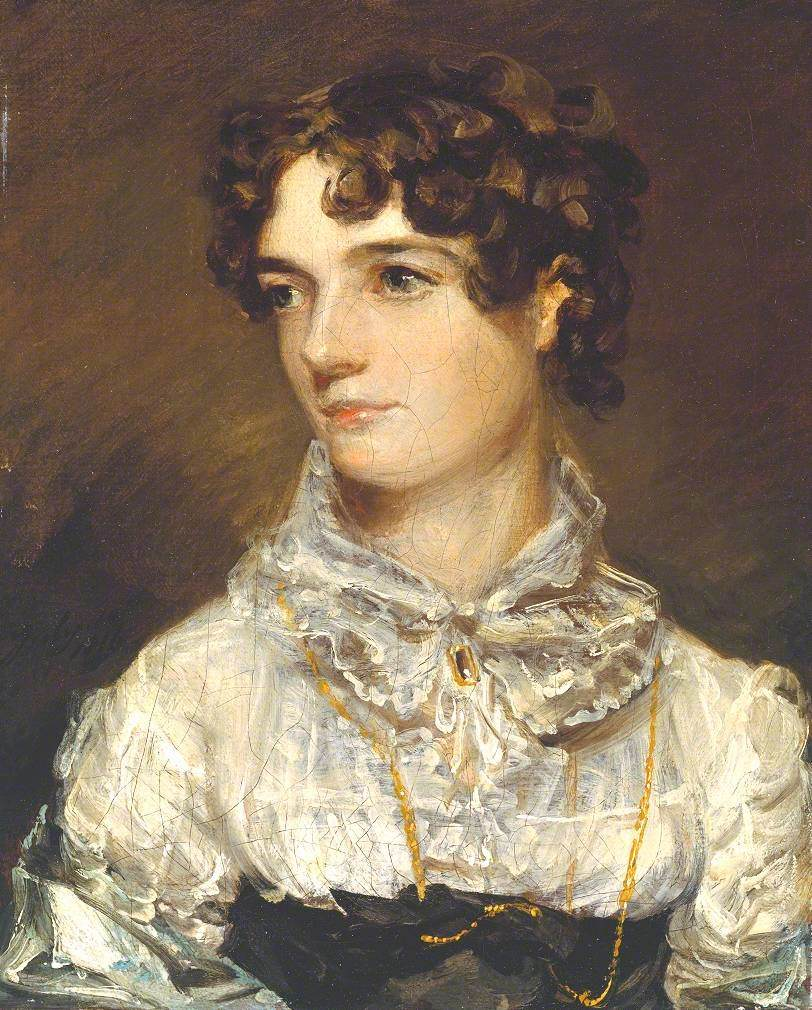
Maria Bicknell, retratada por Constable en 1816. Tate Britain

### Matrimonio
A partir de 1809, su amistad de infancia con Maria Elizabeth Bicknell se convirtió en un profundo y mutuo amor. Su matrimonio en 1816, cuando Constable tenía 40 años, fue rechazado por el abuelo de María, el Dr. Rhudde, rector de East Bergholt, ya que consideraba a los Constable inferiores a ellos socialmente y amenazó a María con desheredarla. El padre de María, Charles Bicknell, abogado del rey Jorge IV y del Almirantazgo, se mostró reacio a que María renunciara a su herencia. María le señaló a John que un matrimonio sin un centavo le restaría cualquier posibilidad que tuviera de hacer carrera en la pintura. Golding y Ann Constable, aunque aprobaron el matrimonio, no ofrecieron ninguna posibilidad de apoyar el matrimonio hasta que Constable estuviera financieramente seguro. Pero tras la muerte de ambos, Constable heredó una quinta parte del negocio familiar.

Bahía de Weymouth (c. 1816). Galería Nacional, Londres. John Constable (Una de las tres versiones sucesivas)

Tras cinco años de oposición por parte del padre de ella, el matrimonio de John y Maria se celebró en octubre de 1816 en la iglesia de St Martin-in-the-Fields (con Fisher oficiando) fue seguido por un periodo en la vicaría de Fisher y una gira de luna de miel por la costa sur. El mar en Weymouth y Brighton estimuló a Constable a desarrollar nuevas técnicas de colores brillantes y pinceladas vivaces. Al mismo tiempo, comenzó a expresar en su arte un rango emocional mayor.

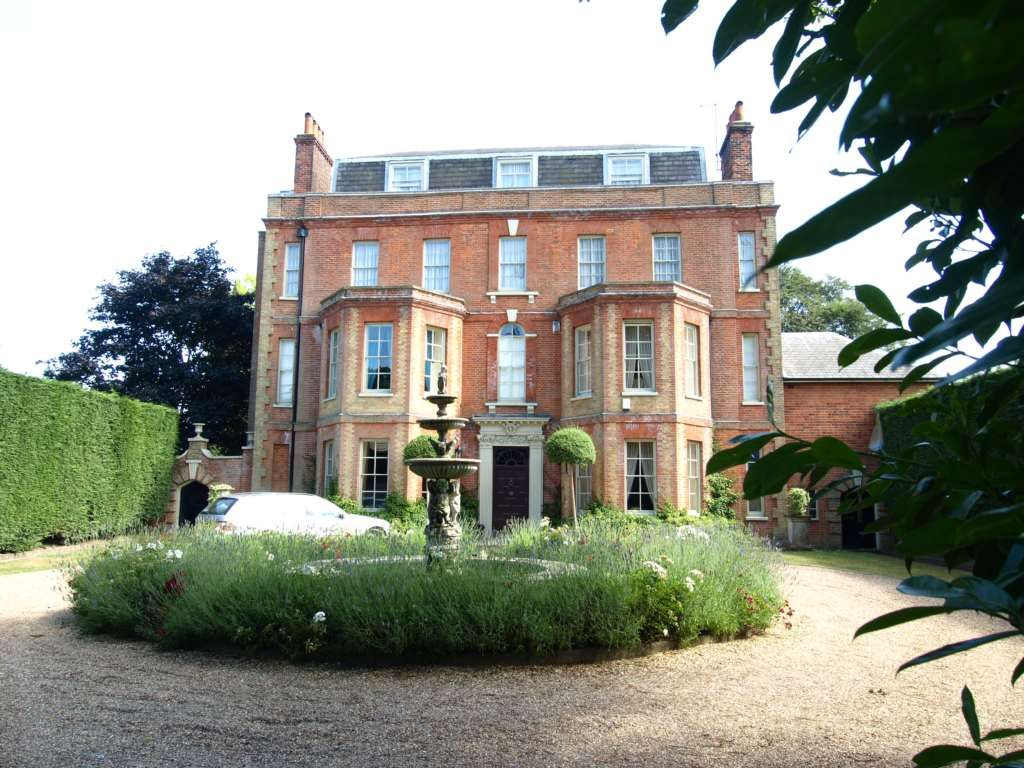
Hylands House Epsom. La gran casa donde Constable vivió desde 1809 hasta 1811.

Tres semanas antes de su matrimonio, Constable reveló que había comenzado a trabajar en su proyecto más ambicioso hasta la fecha. [16] En una carta a Maria Bicknell desde East Bergholt, escribió:

Ahora estoy trabajando aquí en un gran cuadro que había contemplado para la próxima exposición.

El cuadro era Flatford Mill (Escena en un río navegable), el lienzo más grande en el que había trabajado hasta la fecha, situando la escena de trabajo en el río Stour. Además, sería el más grande que jamás completaría en gran parte al aire libre. Constable estaba decidido a pintar a mayor escala, su objetivo no era solo atraer más la atención en las exposiciones sino también, al parecer, proyectar sus ideas sobre el paisaje en una escala más acorde con los logros de los paisajistas clásicos que él tanto admiraba. Aunque Flatford Mill no pudo encontrar comprador cuando se exhibió en la Royal Academy, en 1817, su fina e intrincada ejecución atrajo muchos elogios, lo que animó a Constable a pasar a los lienzos aún más grandes que le seguirían.
Tuvieron siete hijos. Fue un matrimonio excepcionalmente feliz, oscurecido solo por la precaria salud de la mujer. En un intento de mejorarla, acudieron a Brighton en 1824. Allí Constable estudió los cambios atmosféricos, lo que él llamaba "el claroscuro de la naturaleza", es decir, la gradación de tonalidades de la luz natural.

### Los paisajes monumentales (los "seis pies")

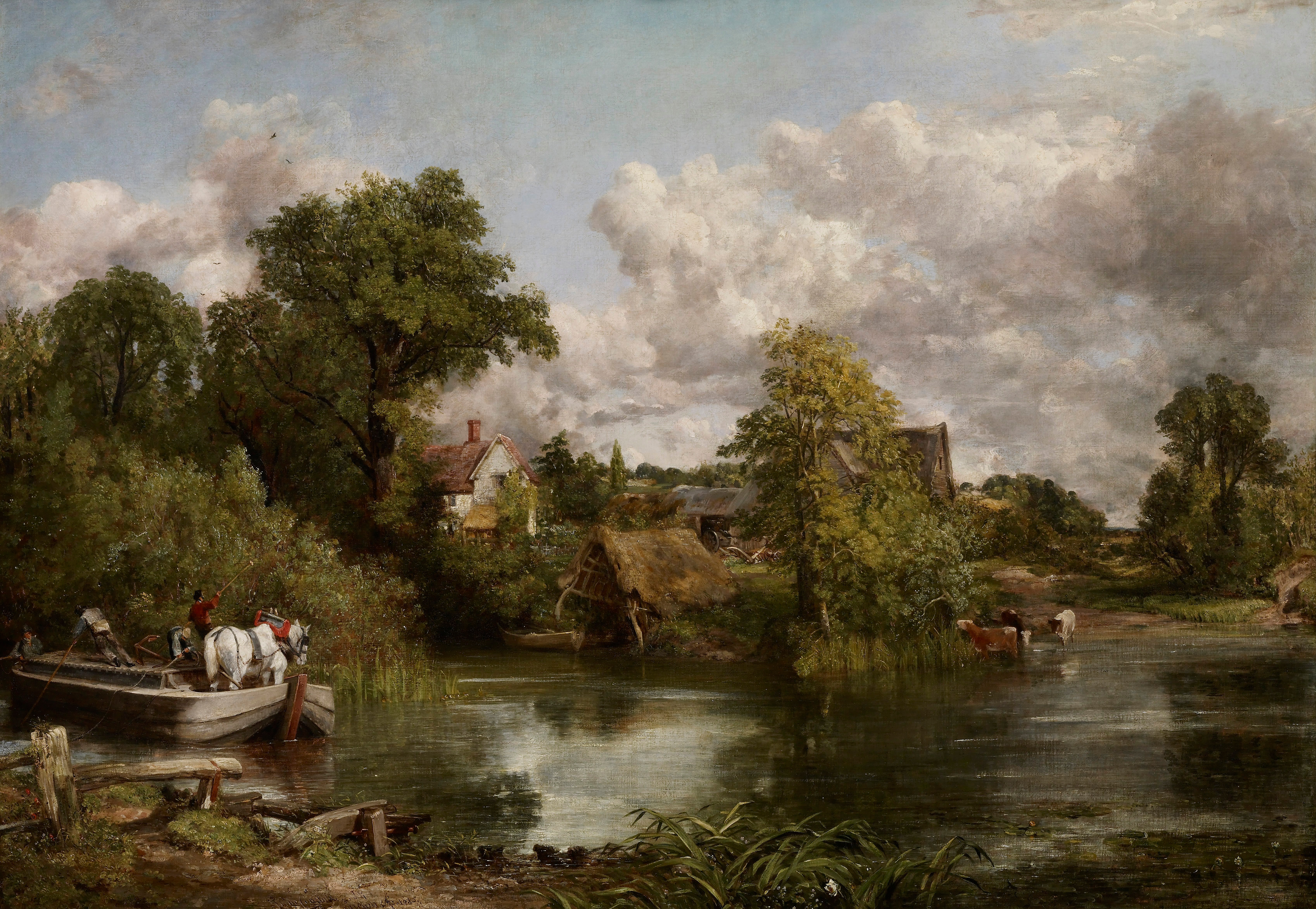
El caballo blanco (1819). Colección Frick

Aunque logró obtener ingresos de la pintura, no fue hasta 1819 cuando Constable vendió su primer lienzo importante, El caballo blanco, descrito por Charles Robert Leslie como "el cuadro más importante que Constable haya pintado jamás". La pintura (sin el marco) se vendió por el sustancial precio de 100 guineas a su amigo John Fisher, lo que finalmente le brindó a Constable un nivel de libertad financiera que nunca antes había conocido. El Caballo Blanco marcó un importante punto de inflexión en la carrera de Constable; su éxito lo llevó a ser elegido miembro asociado de la Royal Academy [21] y dio lugar a una serie de seis paisajes monumentales que representan narrativas sobre el río Stour, conocidos como los "seis pies" (llamados así por su escala). Vistos como "los paisajes más contundentes producidos en la Europa del siglo XIX", y para muchos son las obras que definen la carrera del artista. La serie también incluye Stratford Mill, 1820 (National Gallery, Londres); The Hay Wain, 1821 (Galería Nacional, Londres); Vista sobre el Stour cerca de Dedham, 1822 (Biblioteca y Galería de Arte Huntington, condado de Los Ángeles); The Lock, 1824 (Colección privada); y The Leaping Horse, 1825 (Royal Academy of Arts, Londres).

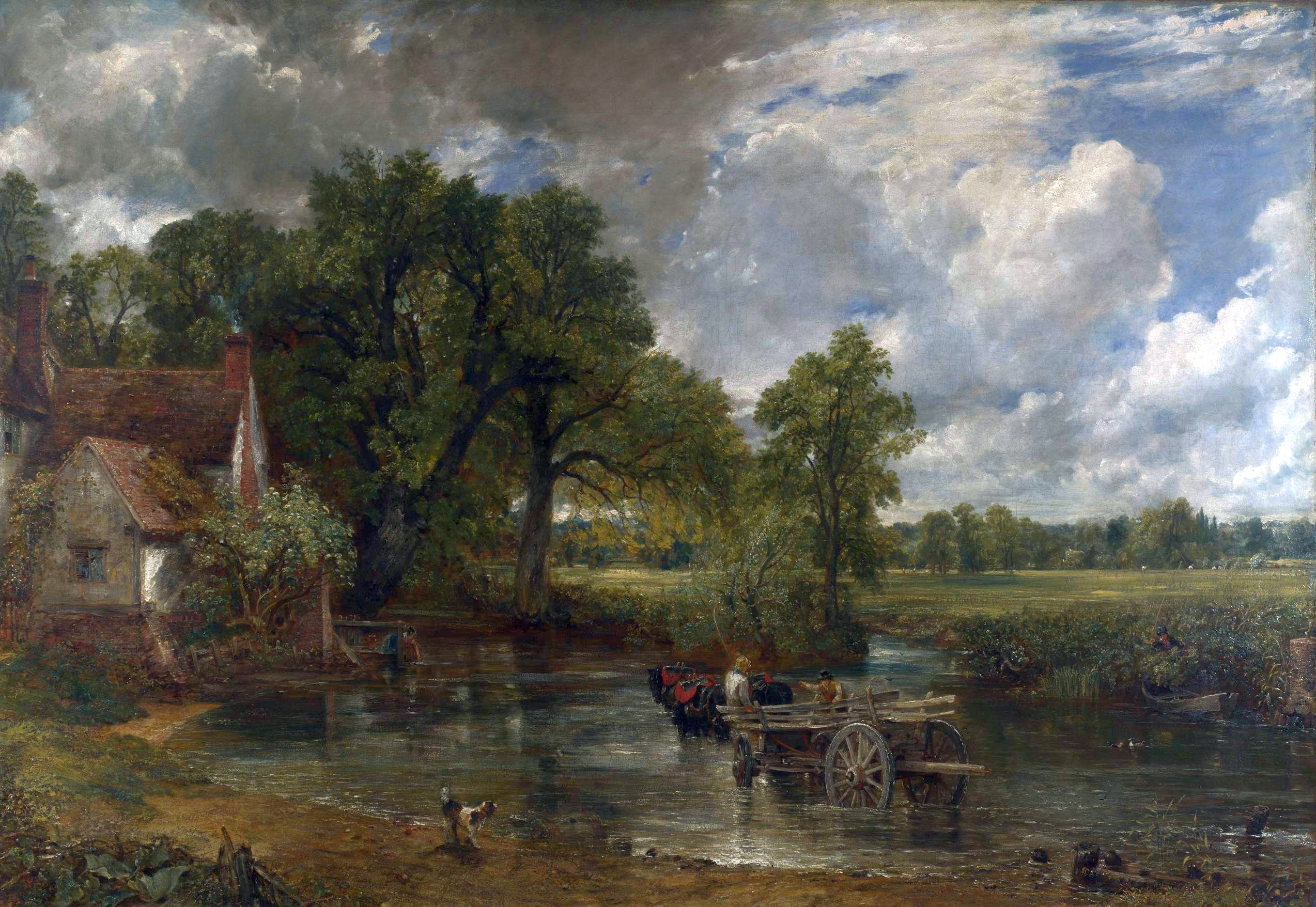
El carro de heno, 1821

Al año siguiente, se exhibió su segundo Stratford Mill de seis pies. Un crítico lo describió como: "un aspecto más exacto de la naturaleza que cualquier imagen que hayamos visto pintada por un inglés". La pintura fue un éxito, siendo el comprador otra vez el leal John Fisher, quien la compró por 100 guineas, un precio que él mismo consideró demasiado bajo. Fisher compró la pintura para su abogado y amigo, John Pern Tinney. Tinney amaba tanto la pintura que le ofreció a Constable otras 100 guineas para pintar un cuadro complementario, una oferta que el artista no aceptó.
En 1821, su pintura más famosa La carreta de heno se mostró en la exposición de la Royal Academy. Aunque no logró encontrar comprador, fue visto por algunas personas importantes de la época, incluidos dos franceses, el artista Théodore Géricault y el escritor Charles Nodier. Según el pintor Eugène Delacroix, Géricault regresó a Francia «bastante aturdido» por la pintura de Constable, mientras que Nodier sugirió que los artistas franceses también deberían mirar a la naturaleza en lugar de confiar en los viajes a Roma en busca de inspiración. Finalmente fue comprado, junto con View on the Stour cerca de Dedham, por el comerciante anglo-francés John Arrowsmith, en 1824. Constable añadió al trato una pequeña pintura del embarcadero de Yarmouth, con una venta total de 250 libras esterlinas. Ambas pinturas fueron expuestas en el Salón de París de ese año, donde causaron sensación, y el carro de heno recibió una medalla de oro de manos de Carlos X. La crítica lo acogió elogiosamente, considerándolo como un ejemplo de vanguardia en la representación naturalista del paisaje.

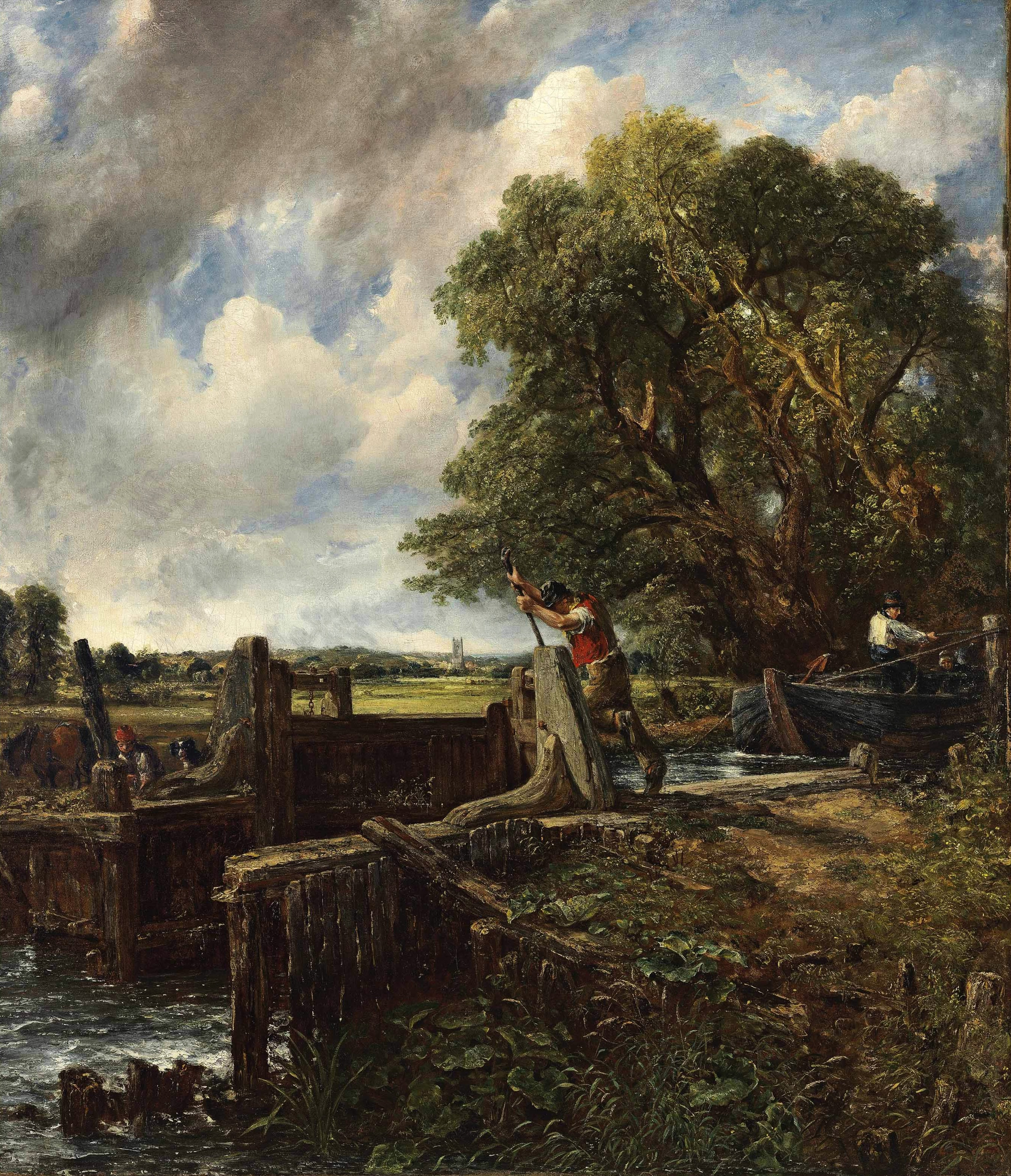
John Constable A Boat Passing a Lock (1824) (La esclusa)

Sobre el color de Constable, Delacroix escribió en su diario: "Lo que dice aquí sobre el verde de sus prados se puede aplicar a todos los tonos". Delacroix volvió a pintar el fondo de su Masacre de Scio de 1824 después de ver los Constable en la Arrowsmith's Gallery, que, según dijo, le habían hecho mucho bien.
Varias distracciones hicieron que La esclusa no se terminara a tiempo para la exposición de 1823, dejando La catedral de Salisbury, desde Bishop's Grounds, como la aportación principal del artista. Esto pudo haber ocurrido después de que Fisher le enviara a Constable el dinero por la pintura. Esto lo ayudó a salir de una dificultad financiera y lo impulsó a terminar la pintura. Por lo tanto, La esclusa se exhibió el año siguiente con más fanfarrias y se vendió por 150 guineas el primer día de la exhibición. The Lock es el único paisaje vertical de la serie Stour y el único de seis pies de página del que Constable pintó más de una versión. Una segunda versión ahora conocida como "versión Foster" fue pintada en 1825 y conservada por el artista para enviar a exposiciones. Una tercera versión, en paisaje, conocida como "Un barco que pasa una esclusa" (1826) se encuentra ahora en la colección de la Real Academia de las Artes. El último intento de Constable, The Leaping Horse, fue el único de seis pies de la serie del Stour que no se vendió en vida de Constable.
A partir de aquel momento, fue un gran impulsor de la técnica de dividir las pinceladas para expresar las variaciones de la luz. Influyendo de manera significativa en Delacroix, Géricault y los pintores de la Escuela de Barbizon, clave para el futuro nacimiento del impresionismo. 

### Últimos años
La alegría de Constable por su propio éxito se redujo después de que su esposa comenzara a mostrar síntomas de tuberculosis. Su creciente enfermedad hizo que Constable alojara a su familia en Brighton desde 1824 hasta 1828, con la esperanza de que el aire del mar pudiera restaurar su salud. Durante este período, Constable dividió su tiempo entre Charlotte Street en Londres y Brighton. Este cambio hizo que Constable se alejara de las escenas del valle del Stour a gran escala en favor de las escenas costeras. Continuó pintando lienzos de dos metros, aunque inicialmente no estaba seguro de la idoneidad de Brighton como tema para la pintura.
En su vida, Constable vendió solo 20 pinturas en Inglaterra, pero en Francia vendió más de 20 en solo unos pocos años. A pesar de esto, rechazó todas las invitaciones para viajar internacionalmente para promover su trabajo, escribiendo a Francis Darby: "Preferiría ser un hombre pobre [en Inglaterra] que un hombre rico en el extranjero". En 1825, quizás debido en parte a la preocupación por la mala salud de su esposa, la falta de simpatía de vivir en Brighton ("Piccadilly by the Seaside") y la presión de numerosos encargos pendientes, hizo que se peleara con Arrowsmith y perdió su salida para Francia.

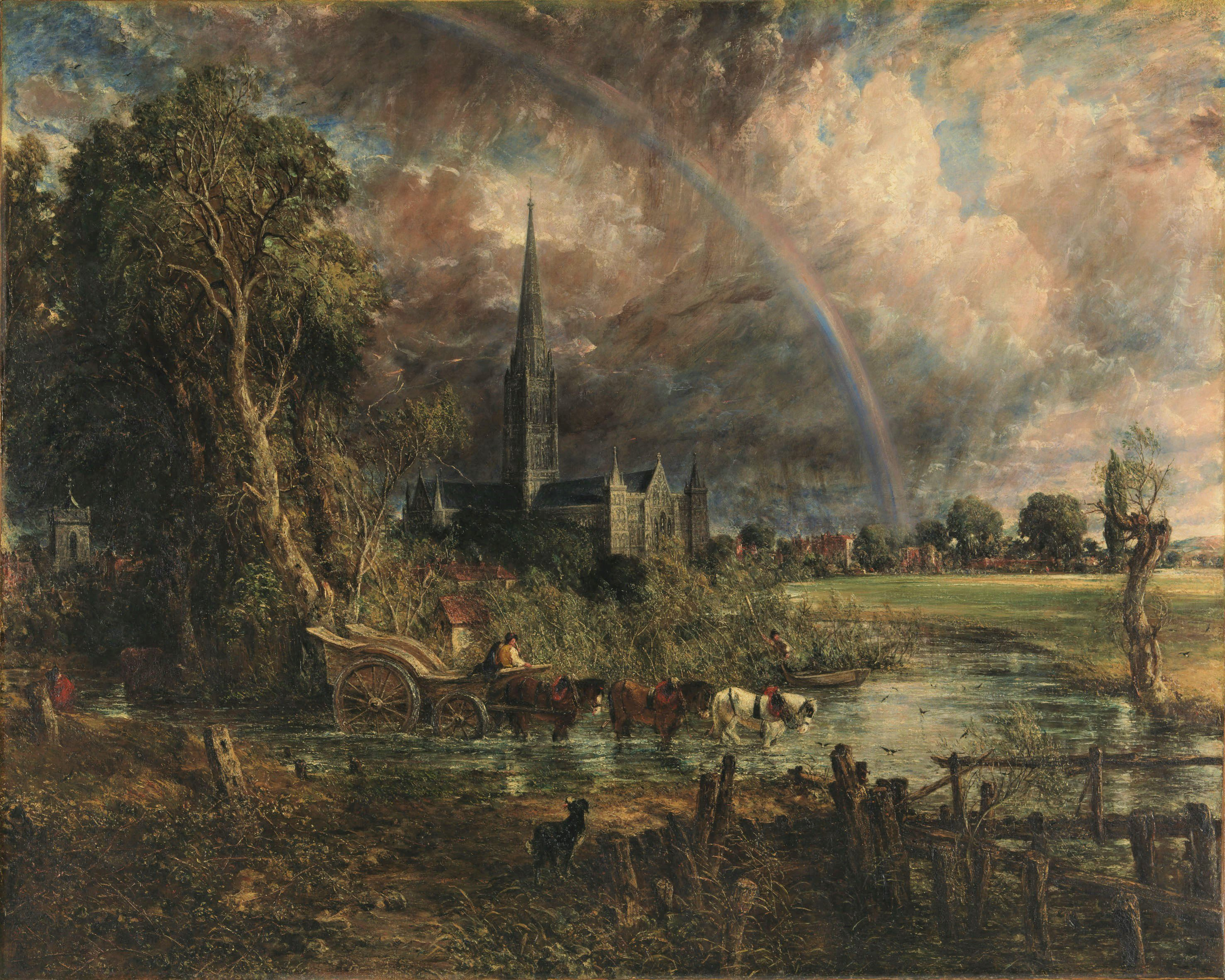
Catedral de Salisbury desde los prados (1831). Tate Britain

Chain Pier, Brighton fue su única pintura ambiciosa de seis pies de un tema de Brighton, que se exhibió en 1827. La familia siguió en Brighton durante cinco años para ayudar a la salud de María, pero fue en vano. Después del nacimiento de su séptimo hijo en enero de 1828, regresaron a Hampstead, donde María murió el 23 de noviembre a la edad de 41 años. Intensamente entristecido, Constable le escribió a su hermano Golding: "Cada hora siento la pérdida de mi ángel difunto; sólo Dios sabe cómo serán criados mis hijos ... la faz del mundo ha cambiado totalmente para mí".
A partir de entonces, se vistió de negro y fue, según Leslie, "presa de pensamientos melancólicos y ansiosos". Cuidó a sus siete hijos solo durante el resto de su vida. Los niños eran John Charles, Maria Louisa, Charles Golding, Isobel, Emma, Alfred y Lionel. Sólo Charles Golding Constable tuvo descendencia, un hijo.
Poco antes de que María muriera, su padre también había muerto, dejándole 20.000 libras esterlinas. Constable especuló desastrosamente con el dinero, pagando el grabado de algunos de sus paisajes como preparación para una publicación. Se mostró vacilante e indeciso, estuvo a punto de pelearse con su grabador y, cuando se publicaron los folios, no pudo interesar a suficientes suscriptores. Constable colaboró estrechamente con el grabador David Lucas en 40 impresiones de sus paisajes, una de las cuales pasó por 13 etapas de prueba, corregidas por Constable a lápiz y pintura. Constable dijo: "Lucas me mostró al público sin mis defectos", pero la empresa no fue un éxito financiero.
En este período, su arte pasó de la serenidad de su fase anterior a un estilo más roto y acentuado. La confusión y la angustia de su mente se ven claramente en sus obras maestras posteriores de dos metros de alto, como Hadleigh Castle (1829) y Salisbury Cathedral from the Meadows (1831), que se encuentran entre sus piezas más expresivas.
Fue elegido miembro de la Real Academia en febrero de 1829, a la edad de 52 años. En 1831, comenzó a impartir en la Real Academia unas clases sobre la historia del paisaje que revelarían un profundo conocimiento de la obra de sus predecesores.
En 1833, comenzó a impartir conferencias públicas sobre la historia de la pintura de paisajes, a las que asistieron distinguidos públicos. En una serie de conferencias en la Royal Institution, Constable propuso una tesis triple: en primer lugar, la pintura de paisajes es científica y poética; en segundo lugar, la imaginación no puede producir por sí sola un arte que se compare con la realidad; y tercero, ningún gran pintor fue autodidacta.
También habló en contra del nuevo movimiento del Renacimiento gótico, que consideraba mera imitación.
En 1835, ofreció su última conferencia a los estudiantes de la Royal Academy, en la que elogió a Rafael y llamó a la Academia la «cuna del arte británico», fue «aplaudida de todo corazón».
Murió la noche del 31 de marzo de 1837, a los sesenta años, aparentemente de insuficiencia cardíaca, y fue enterrado con María en el cementerio de la iglesia St John-at-Hampstead en Hampstead, Londres. (Sus hijos John Charles Constable y Charles Golding Constable también están enterrados en esta tumba familiar).

## Obra

La catedral de Salisbury, vista desde el jardín del palacio arzobispal, 1823.

Al principio de su carrera pintó retratos y algunos cuadros religiosos. Pero a partir de 1820 se dedicó casi exclusivamente a los paisajes. El tema de sus cuadros eran sus paisajes más familiares: Suffolk, Essex y Brighton. Se le considera el gran renovador del paisajismo inglés.
La visión de la naturaleza de su niñez había quedado grabada en su memoria con una luz tan brillante y con una definición tan nítida que se constituyó en su principal fuente de inspiración artística a lo largo de toda su vida. Sus paisajes son paisajes vividos y por tanto no podemos decir que sean neutros: es lo que le distingue de la pintura realista. Constable no busca el realismo exacto en la representación de las cosas, sino la capacidad que tienen las cosas para evocar ideas o emociones.
A partir de 1825, se produce un punto de inflexión en su obra y paulatinamente se va viendo en ella un naturalismo más sombrío y melancólico, de añoranza, donde los paisajes se cargan más de sentimiento. El naturalismo de sus primeros años da paso a un expresionismo y a una subjetividad mayor. Esto se verá aún más acentuado tras la muerte de su mujer, María, en 1828.
Se preocupaba por el paisaje y, sobre todo, por los efectos ambientales de la luz sobre la naturaleza. Elige paisajes con nubes inestables, en los que el aspecto cambia de un momento a otro. Constable afirmó: «La forma de un objeto es indiferente; la luz, la sombra y la perspectiva siempre lo harán hermoso»
Su técnica resulta renovadora: pequeñas manchas y trazos superpuestos. Aplica una pasta espesa, a veces con espátula, lo que le aleja de la limpieza y luminosidad de otros artistas británicos de la época que eran cultivadores de la acuarela, una técnica que estaba más de moda.

### Los bocetos
Aunque Constable produjo pinturas a lo largo de su vida para el mercado de cuadros "terminados" de clientes y exposiciones, los estudios sobre el terreno fueron esenciales para su método de trabajo. Nunca se conformó con seguir una fórmula. "El mundo es ancho", escribió, "no hay dos días iguales, ni siquiera dos horas; tampoco ha habido nunca dos hojas de un árbol iguales desde la creación de todo el mundo; y las genuinas producciones de arte, como las de naturaleza, son todas distintas entre sí".

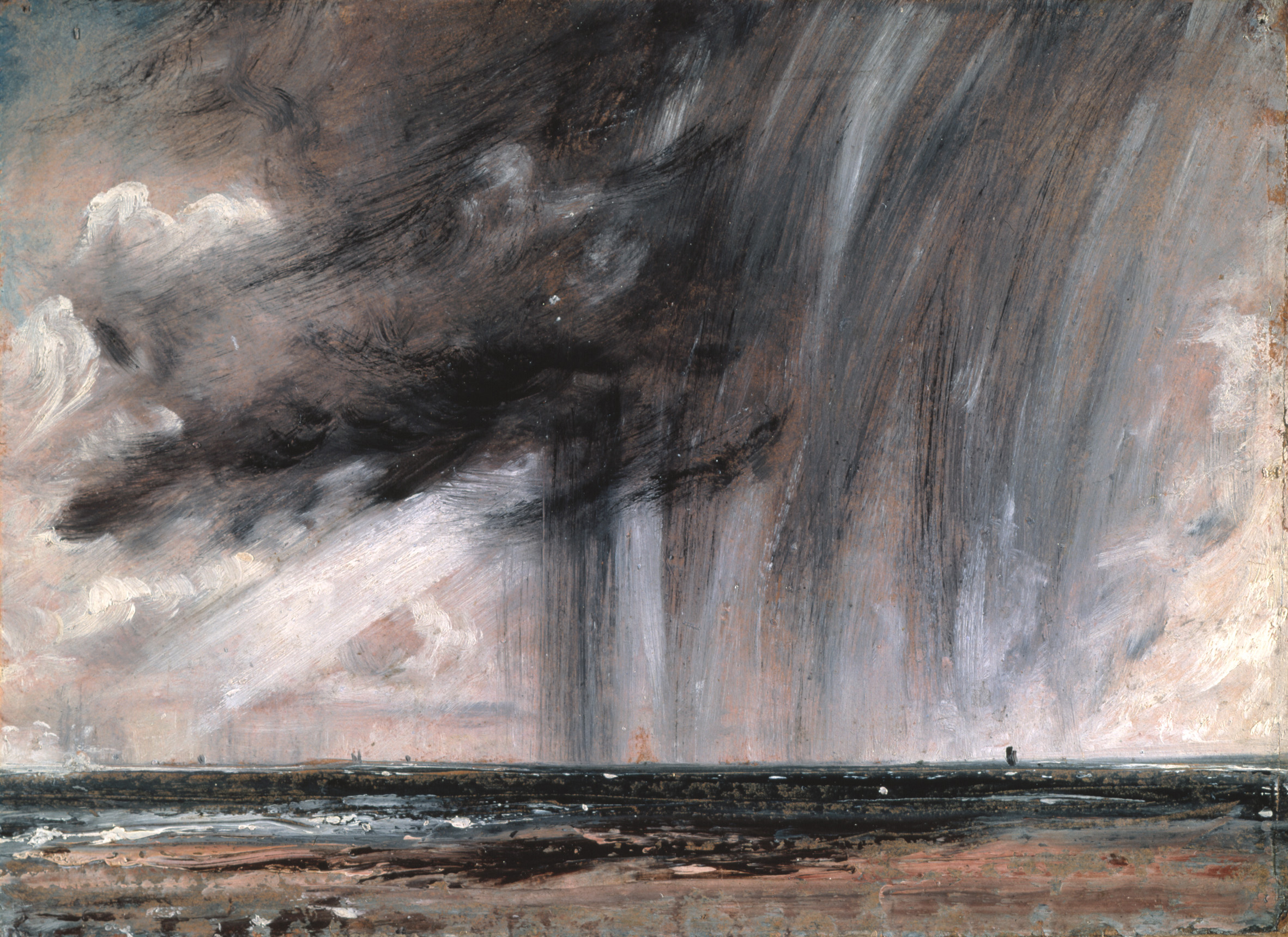
Estudio de paisaje marino con nube de lluvia (c.1824). Real Academia de las Artes de Londres

Constable pintó muchos bocetos preliminares a gran escala de sus paisajes para probar la composición. Estos grandes bocetos, con su pincelada libre y vigorosa, fueron revolucionarios en su momento y siguen interesando a artistas, académicos y público en general. Los bocetos al óleo de The Leaping Horse y The Hay Wain, por ejemplo, transmiten un vigor y expresividad que faltan en las pinturas terminadas de Constable sobre los mismos temas. Posiblemente más que cualquier otro aspecto de la obra de Constable, los bocetos al óleo revelan en retrospectiva que fue un pintor de vanguardia, alguien que demostró que la pintura de paisajes podía ir en una dirección totalmente nueva.
Las acuarelas de Constable también fueron notablemente libres para su época: el casi místico Stonehenge, 1835, con su doble arco iris, a menudo se considera una de las mejores acuarelas jamás pintadas. Cuando lo exhibió en 1836, Constable agregó un texto al título: "El misterioso monumento de Stonehenge, erguido remoto en un páramo desnudo e ilimitado, tan desconectado de los eventos de épocas pasadas como de los usos del presente, te lleva más allá de todos los registros históricos hacia la oscuridad de un período totalmente desconocido".
Además de los bocetos al óleo a gran escala, Constable completó numerosos estudios de observación de paisajes y nubes, decidido a volverse más científico en su registro de las condiciones atmosféricas. El poder de sus efectos físicos a veces era evidente incluso en las pinturas a gran escala que exhibía en Londres; The Chain Pier, 1827, por ejemplo, incitó a un crítico a escribir: "la atmósfera posee una humedad característica, que casi transmite el deseo de un paraguas".
Los bocetos en sí fueron los primeros realizados al óleo directamente al aire libre, con la notable excepción de los bocetos al óleo que Pierre-Henri de Valenciennes realizó en Roma alrededor de 1780. Para transmitir los efectos de la luz y el movimiento, Constable utilizó pinceladas, a menudo en pequeños toques, que se escabullen sobre pasajes más claros, creando una impresión de luz brillante que envuelve todo el paisaje. Uno de los estudios más expresionistas y poderosos es Seascape Study with Rain Cloud, pintado alrededor de 1824 en Brighton, que captura con pinceladas oscuras y cortantes la inmediatez de una lluvia de cúmulos en el mar. Constable también se interesó en pintar los efectos de los arcos iris, por ejemplo, en la Catedral de Salisbury desde los prados, en 1831, y en Cottage at East Bergholt, en 1833.
A los estudios del cielo, añadió notas, a menudo en el reverso de los bocetos, de las condiciones climáticas predominantes, la dirección de la luz y la hora del día, creyendo que el cielo era "la nota clave, el estándar de escala y el órgano principal de sentimiento" en una pintura de paisaje. En este hábito se sabe que fue influenciado por el trabajo pionero del meteorólogo Luke Howard sobre la clasificación de las nubes; Las anotaciones de Constable en su propia copia de Investigaciones sobre fenómenos atmosféricos de Thomas Forster muestran que estaba al corriente de la terminología meteorológica.

## Pinturas seleccionadas
- Valle de Dedham (1802), Museo de Victoria y Alberto, Londres.
- Vista de Epsom (1809), Tate Gallery, Londres.
- Casa de Willy Lot (h. 1810-15), Museo de Victoria y Alberto, Londres.
- Esclusa y granjas sobre el Stour (h. 1811), Museo de Victoria y Alberto, Londres.
- Valle de Dedham (1811), col. particular.
- Construcción de barcos cerca del Molino de Flatford (1814), Museo de Victoria y Alberto, Londres.
- La bahía de Weymouth (h. 1816). Hay varios cuadros con este tema.
- Molino de Flatford (1817), National Gallery, Londres.
- El caballo blanco (1819), Colección Frick, Nueva York.
- Castillo de Hadleigh (1819), Colección Mellon, Nueva York.
- El molino de Dedham o Dedham Mill, Essex (1820), Museo de Victoria y Alberto, Londres.
- La casa del almirante, en Hampstead (h. 1820), Tate Gallery, Londres.
- El carro de heno o La carreta de heno (1821), National Gallery, Londres.
- Vista sobre el Stour ([822), col. particular.
- La catedral de Salisbury, vista desde el jardín del palacio arzobispal (1823). De la catedral de Salisbury hay varias versiones. Una de ellas se encuentra en el Museo de Victoria y Alberto de Londres, otra en el Museo de Arte de São Paulo (Brasil).
- La esclusa (1824), paisaje del que existen dos versiones. La primera perteneció hasta 2012 a la Colección Carmen Thyssen-Bornemisza (en depósito en el Museo Thyssen-Bornemisza). Fue subastada. En paradero desconocido la segunda versión.
- El caballo saltando (1825), Royal Academy, Londres.
- El maizal (1826), National Gallery, Londres
- La catedral de Salisbury, vista desde el jardín del palacio arzobispal, (1828), Nationalgalerie, Staatliche Museen, Berlín.
- Catedral de Salisbury vista a través de los campos (1831), col. particular, en depósito en la National Gallery de Londres.
- Granja en el valle (1835), Tate Gallery, Londres.
- Stonehenge (1836), Museo Británico, Londres.